# Stenó Kythíron
Stenó Kythíron är ett sund i Grekland.   Det ligger i regionen Attika, i den södra delen av landet, 220 km söder om huvudstaden Aten.